# Léouville
Léouville – miejscowość i gmina we Francji, w Regionie Centralnym, w departamencie Loiret.
Według danych na rok 1990 gminę zamieszkiwały 43 osoby, a gęstość zaludnienia wynosiła 10 osób/km² (wśród 1842 gmin Regionu Centralnego Léouville plasuje się na 1069. miejscu pod względem liczby ludności, natomiast pod względem powierzchni na miejscu 1383.).